# Протофібрила

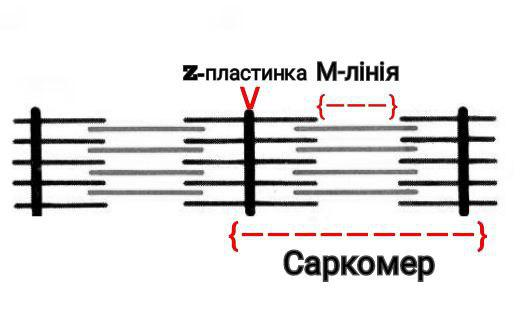
Схема Саркомера

Протофібрили (або міофіламенти) — ситкоподібної будови, з яких складаються міофібрили.

## Види протофібрил
Товсті — діаметр ~ 10 — 30 нм, довжина ~ 1,5 — 2 мкм. Розміщуються в саркомерах (в середині), та прикріплені опорними білками, і утворюють М-лінію.
Тонкі — розміщуються в саркомерах, прикріпленні до Z-пластинки, та спрямовані до середини.

## Будова протофібрил
Побудовані протофібрили з регуляторних та скоротливих білків . Товсті — скоротливий білок Міозин, тонкі — скоротливий білок Актин, та білки тропонін і тропоміозин — які є регуляторними білками